# Thinadhoo (Huvadhu-Atoll)
Thinadhoo ist eine Insel des Huvadhu-Atolls im Inselstaat Malediven in der Lakkadivensee (Indischer Ozean). Sie ist Hauptinsel des Verwaltungsatolls Gaafu Dhaalu, welches den Südteil des Huvadhu-Atolls umfasst. 2014 hatte die Insel 4669 Bewohner.

## Geographie
Die Insel ist fast rechteckig. Sie liegt im Südwestrand des Atolls, ist etwa 2000 m lang und bis zu 900 m breit.